# Sławęcin (powiat choszczeński)
Sławęcin (niem. Schlagenthin) – wieś sołecka w Polsce położona w województwie zachodniopomorskim, w powiecie choszczeńskim, w gminie Choszczno. W latach 1975–1998 miejscowość położona była w województwie gorzowskim. W roku 2021 wieś liczyła 229 mieszkańców.

## Geografia
Wieś leży ok. 8 km na północ od Choszczna, między Radaczewem a miejscowością Stradzewo.

## Historia
Już w IX wieku na terenie obecnej wsi powstał gród schronieniowy o pow. 0,96 ha, który dawał schronienie i obronę okolicznej ludności. Powierzchnia pozwala umieścić go wśród największych grodów słowiańskich. Pierwsza wzmianka dotycząca wsi pochodzi z 1299 roku, kiedy to rodzina von Wedel przeniosła patronat nad kościołem na cysterki z Recza. Od poł. XIV w. przez kolejne 400 lat wieś należała do rodziny Blanckensee. W 1419 r. miejscowość została zniszczona w trakcie konfliktu polsko – krzyżackiego. 
W 1752 r. właścicielami Słąwęcina zostały dwie rodziny von Jargow i von Göllnitz. Majątek został podzielony na dwie niezależne części. Od 1801 r. w wyniku dziedziczenia części majątku, Sławęcin w całości przeszedł na własność rodziny von Göllnitz. W 1829 r. dobra sławęcinskie liczące 4921 morgi kupił Wilhelm Ferdynand Eben (1784–1876) syn radcy wojennego Carla Ferdynanda Ebena (1750-1830). Majątek obejmował: 3115 morgi gruntów ornych, 189 morgi pastwisk oraz 872 morgi lasów. W 1830 r. Eben wybudował w pobliżu Sławęcina folwark, który nazwano Ebenau – dzisiejsze Sulino. W 1850 r. właścicielem został jego syn Carl Herman Eben (1811), który w latach 1854–1857 wybudował pałac w stylu neogotyku angielskiego. Pałac znaczenie ucierpiał w czasie walk w 1945 r. W latach 70. ruina została rozebrana. Ferdynand Wilhelm Eben (1816–1889) drugi syn Wilhelma Ferdynanda (1784–1876) właściciela majątku w Słąwęcinie poślubił Agnes Monod de Froideville (1822–1900) i w 1855 r. został właścicielem majątku w Budwitach na Mazurach. Jego syn Erich Eben poślubił swoją kuzynkę Klarę Marię Walerię Schubert (1859), której matką była Sophie Eben (1825–1900), córka właściciela Sławęcina Wilhelma Ferydnanda. Wśród potomków – wnuków pierwszego właściciela Sławęcina z rodziny Ebenów trzech zostało generałami w służbie pruskiej. Należał do nich Johannes Karl Louis von Eben (1855–1924), Reinhold von Eben (1853–1930) z linii Ebenów z Budwit, synowie Ferdynanda Wilhelma (1816–1889) oraz Wilhelm Paul Eben (1849–1924) z linii sławęcińskiej.
W 1890 r. zmienił się właściciel i w 1932 roku doszło do sprzedaży majątku na cele parcelacji.

## Zabytki

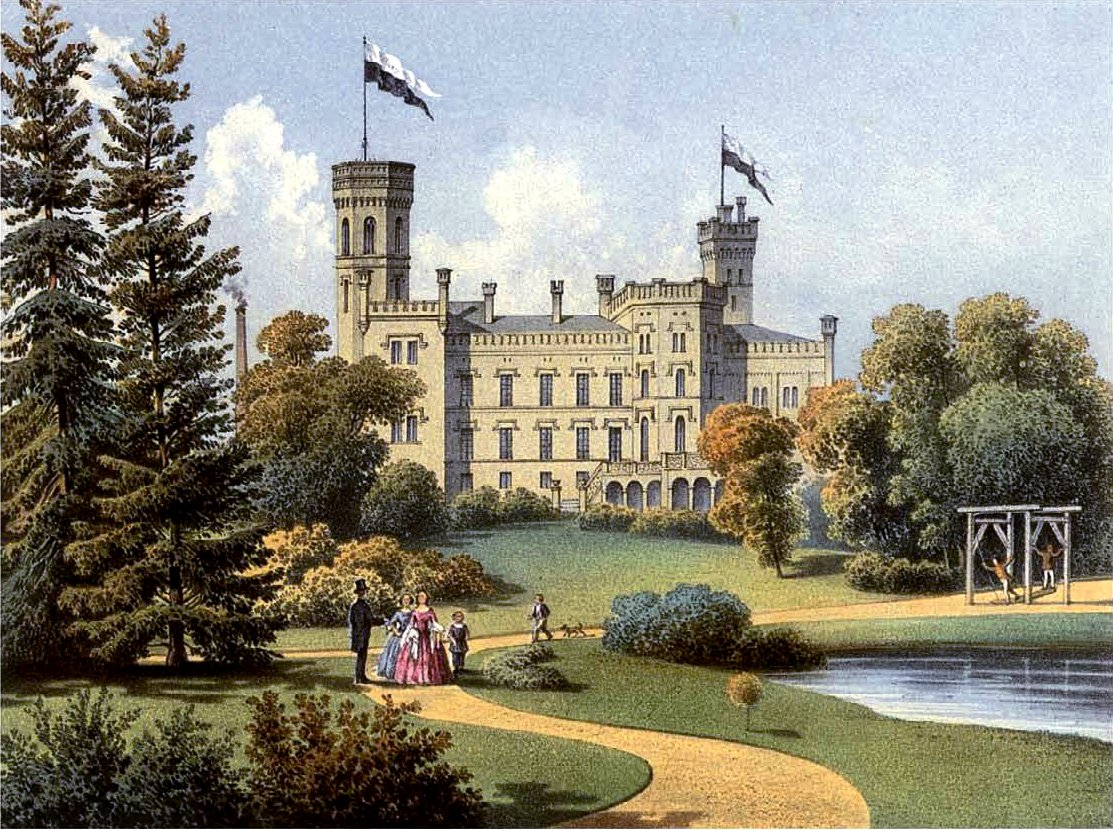
Nieistniejący obecnie pałac w Sławęcinie na litografii wydanej przez Aleksandra Dunckera

Do wojewódzkiego rejestru zabytków wpisany jest:
- kościół pw. Matki Boskiej Ostrobramskiej, gotycki z XV/XVI wieku, nr rej.: A-615 z 5.12.1963. Obecnie kościół filialny, rzymskokatolicki należący do parafii pw. św Andrzeja Boboli w Piaseczniku, dekanatu Suchań, archidiecezji szczecińsko-kamieńskiej, metropolii szczecińsko-kamieńskiej. Kościół salowy z 1521 r.[13], z elementami sztuki romańskiej, ze ścianami obwodowymi korpusu nawowego z kamieni polnych. Przy zachodniej ścianie budynku znajduje się drewniana dzwonnica z 1695 r. o konstrukcji szkieletowej drewnianej szalowana deskami z dachem namiotowym na planie kwadratu na kamiennym fundamencie wyremontowana w 2014 r.[14] Na wieży znajduje się dzwon z 1568 r. wykonany przez stargardzkiego ludwisarza Josta van Westena[15]. Drugi dzwon nie zachował się[14]. We wnętrzu kościoła znajduje się zabytkowe wyposażenie: ołtarz z drugiej połowy XVI wieku, ambona z 1599 r. i chrzcielnica z 1595 r.[13] Teren przykościelny w przeszłości pełnił funkcję cmentarza.

inne zabytki:
- park pałacowy ze starodrzewem takim jak: dąb szypułkowy, platan klonolistny, modrzew europejski, buk pospolity[16]. Niektóre drzewa to pomniki przyrody[17].

## Edukacja i sport
We wsi znajduje się Szkoła Podstawowa im. Marii Konopnickiej.
W 1998 roku powstał Klub Sportowy „Alapaw Sława” Sławęcin.

## Osoby urodzone w Sławęcinie
- Bernd Siegmund von Blankensee (1693–1757) – pruski generał, syn właściciela Sławęcina Hansa Adama Jürgena von Blankensee i Margarethy von Delitz[19], odznaczony najwyższym pruskim orderem Pour le Mérite.
- Karl Heinrich von Natzmer (1799–1875) – pruski generał, syn Friedricha Wulfa Ernsta von Natzmer (1776–1810) i Karoliny Dorothei Philippine von Restorff (1773–1854) urodzonej i zmarłej w Sławęcinie córki Louise Caroline Margarethe Charlotte von Blankensee (1735–1776) i jej męża Christiana Ludwiga von Restorff (1733-1796)[20][21].
- Adolf Albrecht von Natzmer (1801–1884) – pruski generał, brat Karla Heinricha[21].
- Wilhelm Paul Eben (1849–1924) – pruski generał, syn Carla Hermana Ebena i Franciszki Missbach właścicieli dóbr sławęcińskich[22].